# Barrier Falls (Southland)
Die Barrier Falls sind ein Wasserfall im Fiordland-Nationalpark auf der Südinsel Neuseelands. Er liegt im Lauf des Mc Ivor Burn, der unweit hinter dem Wasserfall in südlicher Fließrichtung in den South West Arm des Lake Te Anau mündet. Seine Fallhöhe beträgt rund 70 Meter.